# فهرست گیاهان غذایی بومی قاره آمریکا

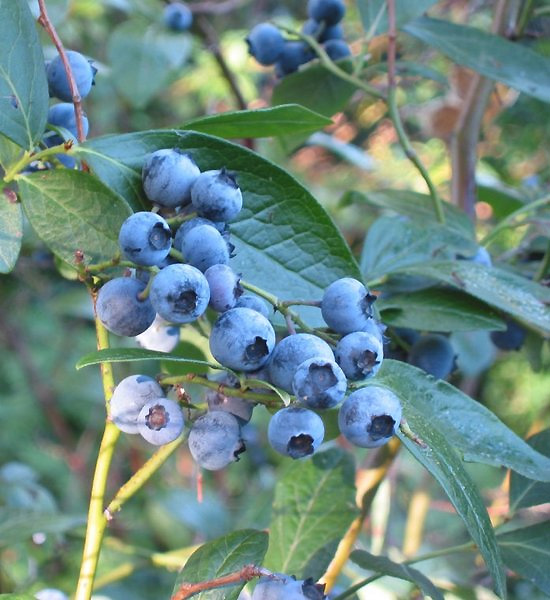
بلوبری بته بلند شمالی

شماری از گیاهان غذایی محبوب و دارای اهمیت تجاری بومی قاره آمریکا هستند. این گیاهان تا پیش از مبادله کلمبی با ورود کریستف کلمب به این قاره در ۱۴۹۲ وارد غذاهای بر قدیم نشده بودند. برخی از سرشناس‌ترین این مواد غذایی در زیر فهرست شده‌اند. سرده‌های داخل پرانتز صرفاً در قارهٔ آمریکا موجودند.

## دانه‌ها
- ذرت[۲] (ذرت (سرده))
- کینوآ[۳]
- بسیاری (اگرچه نه همه ی) گونه‌های تاج خروس[۴]

## حبوبات
- لوبیا چیتی، لوبیا سیاه، لوبیا قرمز، لوبیا سفید، و لوبیای  لیما [۵] (لوبیا)

## بادنجانیان

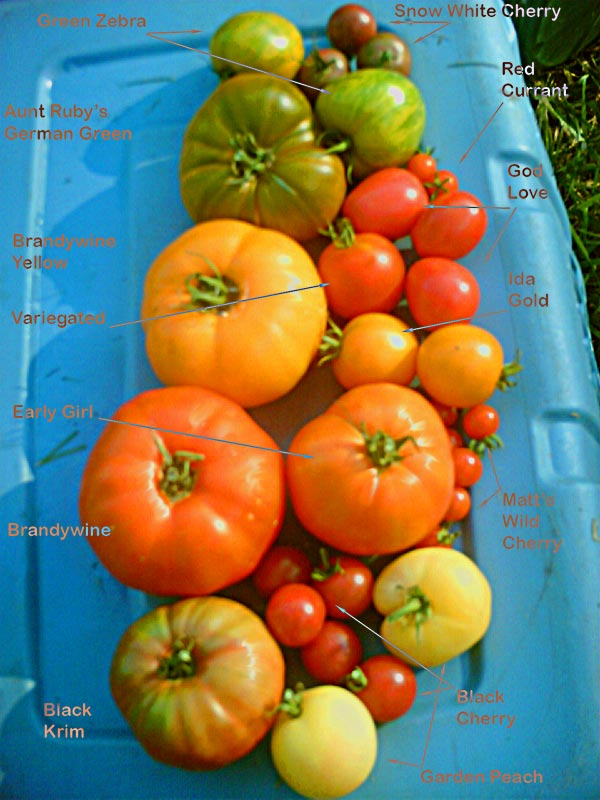
انواع گوجه‌فرنگی

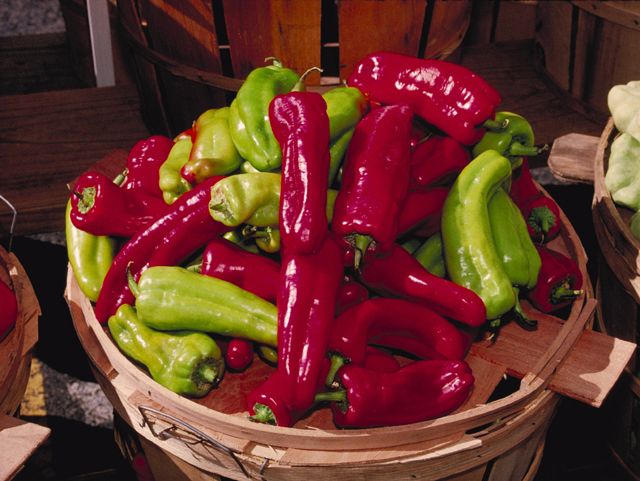
فلفل‌های Cubanelle

- سیب‌زمینی[۶]
- گوجه‌فرنگی[۷][۸]
- فلفل دلمه‌ای و فلفل تند[۹] (فلفل)

## میوه‌ها

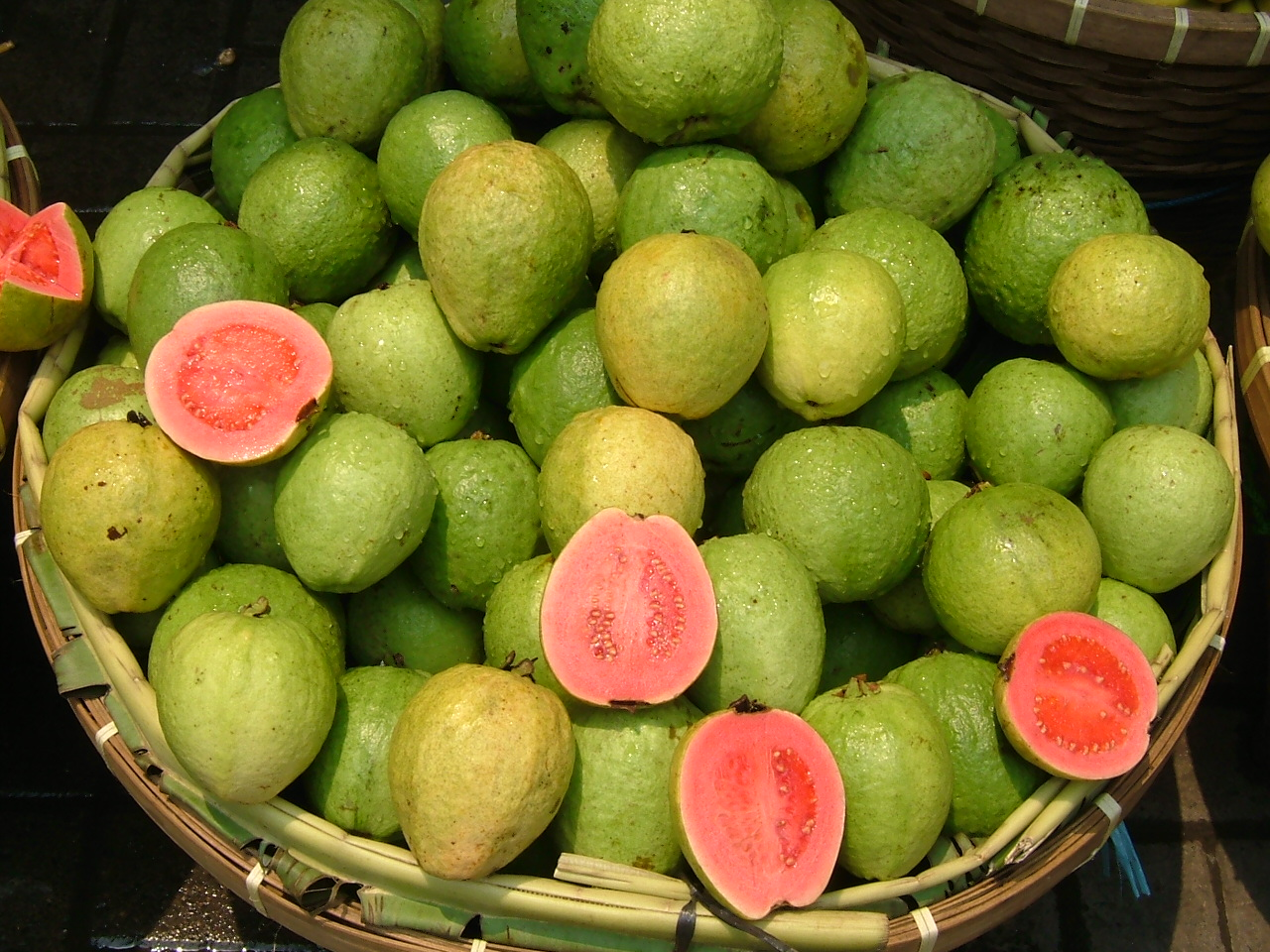
امرود

- آناناس[۱۰] (آناناس (سرده))
- گواوا[۱۱] (پسیدیوم و Acca)
- میوه گل‌ساعتی[۱۲]
- پاپایا[۱۳] (خربزه درختی و Vasconcellea)
- چریمویا،[۱۴] شکر سیب،[۱۵] و soursop[۱۶]
- پاوپاو[۱۷] (آسیمینا)
- میوه اژدها[۱۸][۱۹] (هیلوسرئوس و کاکتوس‌های استوانه‌ای)
- انگور کانکورد[۲۰]
- هاکلبری[۲۱][۲۲]
- گونه‌های متعددی از (گرچه نه همهٔ):
  - توت‌فرنگی[۲۳]
  - بلوبری[۲۴]
  - کرنبری[۲۵]
  - تمشک[۲۶]
  - تمشک[۲۷]
  - آلو[۲۸]
  - گیلاس[۲۹]

## دانه‌های روغنی
- بادام زمینی[۳۰] (Arachis)
- بادام هندی[۳۱] (Anacardium)
- پیکن[۳۲]
- گردوی سیاه[۳۳]
- Brazil nut[۳۴]

## غیره
- درخت کاکائو[۳۵] (Theobroma)
- Vanilla[۳۶]
- مانیوک[۳۷] (Manihot)
- سیب‌زمینی شیرین[۳۸]
- Jicama [۳۹] (Pachyrhizus)
- سیب‌زمینی ترش[۴۰] و آفتابگردان[۴۱] (گل‌آفتابگردانیان)
- آووکادو[۴۲]
- آگاو[۴۳]
- کدو تنبل و کدو[۴۴] (کدو)
- چایوت[۴۵]
- چیا[۴۶]